# (26757) Bastei
Pour les articles homonymes, voir Bastei (homonymie).
(26757) Bastei est un astéroïde de la ceinture principale.

## Description
(26757) Bastei est un astéroïde de la ceinture principale. Il fut découvert le 20 mai 2001 à Drebach par l'observatoire populaire de Drebach. Il présente une orbite caractérisée par un demi-grand axe de 2,58 UA, une excentricité de 0,27 et une inclinaison de 13,0° par rapport à l'écliptique.

## Compléments